# Merissah Russell
Merissah Melanie Russell (Ottawa, 3 marzo 2002) è una cestista canadese.

## Carriera
Con il Canada ha disputato due edizioni dei Campionati americani (2021, 2023).